# Iasenivți, Zolociv
Iasenivți (în ucraineană Ясенівці) este localitatea de reședință a comunei Iasenivți din raionul Zolociv, regiunea Liov, Ucraina.

## Demografie
Componența lingvistică a localității Iasenivți
     Ucraineană (99,44%)
     Alte limbi (0,56%)
Conform recensământului din 2001, majoritatea populației localității Iasenivți era vorbitoare de ucraineană (99,44%), existând în minoritate și vorbitori de alte limbi.